# Manuel José de Arriaga
Se procura Manuel José de Arriaga Brum da Silveira, primeiro Presidente da República Portuguesa, veja Manuel de Arriaga.
Manuel José de Arriaga Brum da Silveira (Horta, 4 de Janeiro de 1768 — Lisboa, 11 de Abril de 1833) foi um jurisconsulto e político açoriano, que, entre outras funções foi deputado pelos Açores às Cortes Gerais e Extraordinárias da Nação Portuguesa. Foi o principal promotor da divisão dos Açores em três comarcas, embrião dos três distritos que existiram de 1834 a 1975. Foi  tio-avô do seu homónimo Manuel de Arriaga, primeiro chefe de Estado da República Portuguesa.

## Biografia
Nasceu na então vila da Horta, Açores, filho do desembargador José de Arriaga Brum da Silveira e D. Francisca Josefa Borges da Câmara, senhora da melhor aristocracia açoriana. Concluídos os estudos elementares na sua ilha natal, partiu para Coimbra onde cursou os estudos preparatórios. Formou-se em Direito na Universidade de Coimbra, enveredando pela magistratura.
Terminado o curso, foi nomeado juiz de fora e corregedor na cidade de Angra, onde casou com Francisca Maria de Assis de Melo e Castro, filha do Capitão General dos Açores, Dinis Gregório de Melo e Castro.
Quando o sogro faleceu no cargo, a 3 de dezembro de 1793, por a lei prever que o corregedor integrasse o governo interino da Capitania Geral dos Açores, foi um dos membros da junta governativa da capitania presidido pelo bispo D. frei José da Avé-Maria Leite da Costa e Silva. Apesar daquele governo interino dever dirigir a capitania até à posse do novo capitão-general, demorando a nomeação do novo capitão, a qual só ocorreria em outubro de 1799, devido a desinteligências com o prelado, Arriaga saiu da junta governativa em 23 de Maio de 1795, sendo substituído por Luís de Moura Furtado. Foi nessa data transferido para Lisboa, onde foi promovido a desembargador da Casa da Suplicação.
Em consequência da retirada da Corte para o Brasil e da invasão francesa de novembro de 1897, voltou à Horta em 1808, ali fixando residência. Estava na ilha do Faial em 1820, quando eclodiu a Revolução Liberal do Porto, e quando em 11 de maio de 1821 os faialenses aderiram ao movimento revolucionário liberal, foi um dos partidários mais destacados do liberalismo.
Como aderente destacada ao regime liberal, foi eleito deputado pelas ilhas do Pico e Faial, primeiro para as Cortes Gerais e Extraordinárias da Nação Portuguesa, tendo sido o primeiro representante parlamentar das ilhas do Faial e Pico. Num processo complexo de escolha de deputados por sufrágio indireto, que teve como base o sistema adoptado pela Constituição espanhola de Cádis de 1812, as eleições decorreram em Dezembro de 1820, tendo ficado o intrincado processo concluído no dia de Natal, com deputados eleitos na maioria das províncias. Nos Açores o processo apenas decorreu em 1821, ficando a eleição dos deputados pelo Pico e Faial completa a 23 de agosto de 1821. Os eleitos foram Arriaga e o padre Felisberto José de Sequeira. Partiram para Lisboa numa escuna americana a 13 de setembro, apenas prestando juramento e tomando posse a 2 de outubro de 1821, quando os trabalhos das Cortes Constituintes, que se haviam iniciado a 24 de janeiro de 1821, já iam bem avançados.
Ingressando num parlamento já em pleno funcionamento, com partes importantes da Constituição já redigida, Arriaga rapidamente se integrou nos trabalho, destacando-se pela eloquência e defesa intransigente dos princípios da revolução faialense de 11 de maio de 1821, nomeadamente na pugna pela extinção da Capitania Geral dos Açores. Entre 4 de outubro de 1821 e 29 de outubro de 1822, teve intervenção oral em 39 sessões, destacando-se pelas suas intervenções sobre a nova orgânica do governo das ilhas açorianas e na defesa da proposta de elevação da vila da Horta à categoria de cidade.
Merece particular destaque a sua intervenção de 6 de dezembro de 1821 na discussão do parecer da comissão constitucional para a organização do governo das ilhas dos Açores. Aquela comissão era «de parecer que na ilha de S. Miguel haja uma Junta provisional subordinada immediatamente ás Cortes, e ao Governo, e um commando militar, da qual Junta será dependente a ilha de Santa Maria, e que na ilha Terceira haja outra Junta, e commando, de quem dependerão todas as outras ilhas», ou seja propunha a divisão do arquipélago em duas comarcas dotadas de governo próprio, uma com capital em Ponta Delgada, abrangendo as ilhas de São Miguel e de Santa Maria, e outra em Angra, a velha capital do arquipélago, englobando as restantes sete ilhas. Esses governos seriam totalmente independentes entre si e responsáveis somente perante as Cortes e o Governo de Portugal.
No debate que se seguiu à apresentação da proposta da comissão, Arriaga pronunciou-se eloquentemente contra a solução que se pretendia integrar na Constituição, por considerar que contrariava o movimento revolucionário da Horta de maio desse ano, em que participara e que estabelecera a junta governativa na ilha do Faial, «finalmente livre do governo de Angra e inteiramente subordinada à regência do Reino». A sua posição teve vencimento ao ser corroborada pelo influente deputado Borges Carneiro, que apoiou a formação de três governos nos Açores: um, em São Miguel e Santa Maria; outro, em São Jorge, Terceira e Graciosa; e ainda outro constituído pelas ilhas de Faial, Pico, Flores e Corvo, o embrião dos futuros distritos autónomos açorianos. Aproveitando o «que tão sabiamente fora expendido por tão ilustre preopinante», Arriaga defendeu com brilhantismo a solução, efectivamente isolando a posição dos deputados terceirenses, defendida por Roberto Luís de Mesquita Pimentel. Defendia que «a ilha do Faial era digna de ser elevada à dignidade de comarca, mercê que ali tanto desejavam e a que aspiravam tanto tornando-se de vila em cidade» e que «as ilhas do Faial e Pico têm uma população de 60 a 70.000 almas, que o seu comércio é vastíssimo e que parece a própria natureza as criou para esta divisão» e vituperou os «males e desordens que se tem seguido àqueles povos pela sua união com Angra, motivados pelas rivalidades de interesses e de famílias». Aproveitou para que se elevasse a cidade a capital do Faial e que «fique independente, conformando-se também com o voto do Dr. Borges Carneiro enquanto à união das ilhas Flores e do Corvo às do Faial e do Pico».
Na mesma linha de defesa da separação do Faial em relação à ilha Terceira, proferiu uma importante intervenção na sessão de 10 de janeiro de 1822, que foi secundada pelo seu colega Felisberto José de Sequeira, na sequência da qual viu aprovada a sua proposta para que se extinguissem em Angra o Desembargo do Paço, a Junta Criminal e a Junta do Melhoramento da Agricultura. Também defendeu a isenção de direitos sobre o vinho do Pico, a necessidade de haver engenheiros nas ilhas para obstar aos males que o mar lhes faça e a criação de legislação de proteção à urzela dos Açores. Na sessão de 2 de outubro de 1822 apresentou uma proposta de elevação da Horta a cidade, chegando inclusivamente a apresentar, propondo que se chamasse Cidade Constitucional de São Salvador, a qual foi admitida e baixou à Comissão de Estatística, não chegando a ser debatida.
Com o objectivo de dar a conhecer o seu círculo eleitoral, redigiu e fez imprimir uma Memória geográfica, estatística, política e histórica sobre as ilhas do Faial e Pico, ofereceu no dia 2 de novembro de 1821 aos seus colegas deputados. O opúsculo é uma das primeiras descrições geográficas e sócio-políticas detalhadas daquelas ilhas.
A 29 de outubro, já nas vésperas da auto-dissolução das Cortes Constituintes, falou longamente contra o estabelecimento de uma Relação nos Açores, complementando a intervenção feita três dias antes pelo seu companheiro de círculo, Felisberto José de Sequeira, que se opunha à criação de um tribunal de segunda instância em Angra, opinando que se estabelecesse uma Relação na ilha do Faial, mas nunca em Angra.
Elaborada a Constituição Política, as Cortes dissolveram-se a 4 de novembro de 1822. Arriaga foi eleito, novamente pelo círculo pelas ilhas do Faial e Pico, para as primeiras Cortes do vintismo. Nas Cortes, tendo como colega de círculo o Dr. Roque Francisco Furtado de Melo, açoriano e juiz da Relação do Porto, tendo ambos prestado juramento e assumido funções em 26 de março de 1823. Na Câmara dos Deputados defendeu os interesses do seu círculo eleitoral, em especial a causa da elevação da vila da Horta a cidade, apesar de ter usado da palavra apenas quatro vezes, pois a legislatura foi interrompida em 1823 pelos acontecimentos da Vilafrancada terem provocado a dissolução prematura das Cortes.
Em 1 de abril de 1826 foi nomeado por decreto da regente D. Isabel Maria de Bragança para o cargo de Intendente-Geral da Polícia da Corte e Reino, um cargo de grande confiança política que segundo um comentador da época significou que o governo «deu a Arriaga a maior prova de consideração e confiança que se poderia naquele tempo conceder nomeando-o Intendente Geral da Polícia da Corte e Reino». Nesse mesmo ano foi nomeado desembargador da Mesa do Desembargo do Paço e feito Conselheiro de Estado.
Apesar de considerado liberal, em 1833 foram-lhe sequestrados os bens que possuía na ilha do Faial.
Casou em Lisboa, São Mamede, em 8 de abril de 1808, com D. Francisca Maria de Assis de Melo e Castro, filha de Dinis Gregório de Melo Castro e Mendonça, último governador de Mazagão, e de sua mulher, D. Maria Rosa de Ataíde e Cunha (irmã de D. Luís Inácio de Ataíde Azevedo e Brito Malafaia, senhor da honra de Barbosa).
Faleceu, sem descendência, a 11 de abril de 1833, na freguesia de Santa Isabel da cidade de Lisboa, na Rua de Santo Ambrósio, sendo sepultado na Igreja Paroquial de Santa Isabel. Foi fidalgo da Casa Real e cavaleiro da Ordem de Cristo.